# Luis Capurro
Luis Enrique Capurro Bautista (Cantone di Río Verde, 1º maggio 1961) è un ex calciatore ecuadoriano, di ruolo difensore.

## Caratteristiche tecniche
Era un terzino.

## Carriera

### Club
Muove i primi passi nel calcio con la maglia del Patria de Esmeraldas, squadra della sua provincia, per poi passare al Milagro, che militava nella seconda divisione, nel 1983. Nel 1984, senza aver ancora debuttato in prima divisione nazionale, viene convocato in nazionale, senza però esordire. Nel 1985 fa il suo debutto sia in campionato che in nazionale, contro la Germania Est, a Guayaquil.
Nel 1989 passa alla prima squadra importante della sua carriera, l'Emelec, dove rimane fino al 1993 vincendo un titolo nazionale. Dopo una brevissima esperienza in Paraguay, al Cerro Porteño, torna all'Emelec, dove vince il titolo nazionale del 1994. Nel 1996 si trasferisce in Argentina, al Racing Club di Avellaneda, senza mai scendere in campo, e torna nuovamente in Ecuador, dove vince il titolo 1997 con il Barcelona Sporting Club di Guayaquil. Nel 1999 passa all'LDU Quito, dove vince subito il titolo nazionale. Si è ritirato dal calcio professionistico nel 2003.

### Nazionale
Dal suo debutto in nazionale, avvenuto durante una partita amichevole, ha partecipato a sei edizioni della Copa América. Ha segnato il suo unico gol in nazionale a Cochabamba, in Bolivia, durante una partita della Copa América 1997 contro il Messico. È il terzo giocatore con più presenze in nazionale con 100 gare disputate, contro le 153 di Iván Hurtado e le 109 di Álex Aguinaga.

## Palmarès

### Club

#### Competizioni nazionali
- Campionato ecuadoriano: 4

Emelec: 1993, 1994
Barcellona Guayaquil: 1997
LDU Quito: 1999

### Individuale
- Equipo Ideal de América: 1

1993, 1995